# Serkan Kaya
Serkan Kaya (ur. 24 lipca 1977 w Sivasie) – turecki piosenkarz, autor tekstów i kompozytor.

## Życiorys
Serkan Kaya urodził się 24 lipca 1977 w Sivasie. Zadebiutował w 2000 albumem studyjnym zatytułowanym Senden Sonra Ben, który został wydany 15 września 2000. 7 kwietnia 2011 nakładem wytwórni płytowej Poll Production ukazała się druga płyta piosenkarza pt. Aşk ne demek bilen var mı?. 3 czerwca 2014 wydany został singel „Mesele”, którym Kaya promował swój trzeci album studyjny zatytułowany Gönül Bahçem. 30 czerwca 2015 ukazał się remiks Buraka Yetera do utworu „Benden Adam Olmaz”, pochodzącego z tej samej płyty. W 2016 piosenkarz otrzymał nagrodę Pantene Golden Butterfly Awards w kategorii Najlepszy męski artysta muzyki ludowej. 23 czerwca 2017, za pośrednictwem wydawnictwa Poll Production, na rynku muzycznym ukazał się czwarty album artysty pt. Miras. 22 sierpnia 2018 wydany został singel „Dağların Dumanı (Son Bir Kez)”. W tym samym roku Serkan Kaya otrzymał nagrodę Golden Palm Awards w kategorii Duet roku. 1 stycznia 2019 ukazał się następny utwór zatytułowany „Tarifi Zor”. 4 września 2020 przez oficynę Poll Production wydany został singel piosenkarza pt. „Yaradanım”. 10 lutego 2021 ukazał się utwór „Hatıran Yeter”.

### Życie prywatne
W 2013 jego żoną została Ayşegül Kalfa, z którą ma synów Destana i Çağana.

## Dyskografia
Albumy studyjne
| 2000                        | Senden Sonra Ben           | - Data: 15 września 2000 - Wydawca: Şahin Özer     | — | — | — |
| 2011                        | Aşk ne demek bilen var mı? | - Data: 7 kwietnia 2011 - Wydawca: Poll Production | — | — | — |
| 2015                        | Gönül Bahçem               | - Data: 11 marca 2015 - Wydawca: Poll Production   | — | — | — |
| 2017                        | Miras                      | - Data: 23 czerwca 2017 - Wydawca: Poll Production | — | — | — |
| "—" album nie był notowany. |                            |                                                    |   |   |   |

Single
| 2014                         | „Mesele”                                | — | — | — | Gönül Bahçem |
| 2015                         | „Benden Adam Olmaz (Burak Yeter Remix)” | — | — | — |              |
| 2018                         | „Dağların Dumanı (Son Bir Kez)”         | — | — | — |              |
| 2019                         | „Tarifi Zor”                            | — | — | — |              |
| 2020                         | „Yaradanım”                             | — | — | — |              |
| 2021                         | „Hatıran Yeter”                         | — | — | — |              |
| "—" singel nie był notowany. |                                         |   |   |   |              |

## Nagrody i nominacje
| Rok  | Nagroda                         | Kategoria                                        | Rezultat  |
| ---- | ------------------------------- | ------------------------------------------------ | --------- |
| 2016 | Pantene Golden Butterfly Awards | Najlepszy męski artysta muzyki ludowej           | Nagroda   |
| 2017 | Pantene Golden Butterfly Awards | Najlepszy męski artysta muzyki fantasy           | Nominacja |
| 2018 | Pantene Golden Butterfly Awards | Najlepszy męski artysta muzyki fantasy           | Nominacja |
| 2018 | Golden Palm Awards              | Duet roku (oraz İntizar Arslan i Selim Çaldıran) | Nagroda   |
| 2018 | Golden Palm Awards              | Najlepszy męski artysta muzyki fantasy           | Nominacja |
| 2019 | Pantene Golden Butterfly Awards | Najlepszy męski artysta muzyki fantasy           | Nominacja |
| 2019 | Golden Palm Awards              | Najlepszy męski artysta muzyki fantasy           | Nominacja |
| 2020 | Golden Palm Awards              | Najlepszy męski artysta muzyki fantasy           | Nominacja |
| 2021 | Pantene Golden Butterfly Awards | Najlepszy męski artysta muzyki fantasy           | Nominacja |